# Brackenthwaite
Brackenthwaite är en ort i civil parish Buttermere i grevskapet Cumbria i England. Orten är belägen 11 km från Keswick. Brackenthwaite var en civil parish 1866–1934 när det uppgick i Buttermere.. Parish hade 89 invånare år 1931.